# Скоробагатова
Скоробага́това (рос. Скоробогатова) — присілок у складі Каргапольського району Курганської області, Росія. Входить до складу Долговської сільської ради.
Населення — 72 особи (2010, 109 у 2002).
Національний склад населення станом на 2002 рік: росіяни — 98 %.